# Dali Sándor
Dali Sándor (Szováta, 1930. június 29. – Sepsiszentgyörgy, 2010. november 21.) magyar újságíró, színházigazgató.

## Életpályája
Középiskolai tanulmányokat Marosvásárhelyen folytatott, tanári oklevelet a pedagógia-lélektan szakon Kolozsvárt szerzett 1955-ben. Ifjúsági szervezőmunka után 1961-től 1968-ig az Ifjúmunkás főszerkesztője, melyet Domokos Gézától vett át; a lapot a közügyi kérdéseket felszínen tartó, népszerű sajtóorgánummá fejlesztette.
1968-tól 1974-ig a sepsiszentgyörgyi Megyei Tükör főszerkesztője: rövid idő alatt sikerült munkatársainak megválogatása s különösen a helyi kérdések országos szinten való tárgyalása révén lapjának a megye határain túl is elismerést szereznie. 1977-től hét évig A Hét belső munkatársa volt. Az ifjúság viselkedési normáit foglalta össze Le a kalappal  (1965) című könyvében, amely 1968-ban Hut ab címmel németül is megjelent.  1984-től az 1992-ben bekövetkezett nyugdíjazásáig a sepsiszentgyörgyi színház igazgatói teendőit látta el. A színháznál töltött időszak a pénzhiány és a cenzúra miatt nagyon nehéz volt, de összességében sikerült sokat tennie a magyar nemzetiségi színjátszásért. 1978-ban megjelent kötete: Mindenki viselkedik.